# Liste der Kulturdenkmäler in Kiedrich
Die folgende Liste enthält die in der Denkmaltopographie ausgewiesenen Kulturdenkmäler auf dem Gebiet  der Gemeinde Kiedrich, Rheingau-Taunus-Kreis, Hessen.
Hinweis: Die Reihenfolge der Denkmäler in dieser Liste orientiert sich zunächst an Ortsteilen und anschließend der Anschrift, alternativ ist sie auch nach der Bezeichnung, der vom Landesamt für Denkmalpflege vergebenen Nummer oder der Bauzeit sortierbar.
Kulturdenkmäler werden fortlaufend im Denkmalverzeichnis des Landes Hessen durch das Landesamt für Denkmalpflege Hessen auf Basis des Hessischen Denkmalschutzgesetzes (HDSchG) geführt. Die Schutzwürdigkeit eines Kulturdenkmals hängt nicht von der Eintragung in das Denkmalverzeichnis des Landes Hessen oder der Veröffentlichung in der Denkmaltopographie ab.

Das Vorhandensein oder Fehlen eines Objekts in dieser Liste ist keine rechtsverbindliche Auskunft darüber, ob es Kulturdenkmal ist oder nicht: Diese Liste entspricht möglicherweise nicht dem aktuellen Stand der offiziellen Denkmaltopographie. Diese ist für Hessen in den entsprechenden Bänden der Denkmaltopographie Bundesrepublik Deutschland und im Internet unter DenkXweb – Kulturdenkmäler in Hessen einsehbar. Auch diese Quellen sind, obwohl sie durch das Landesamt für Denkmalpflege Hessen aktualisiert werden, nicht immer aktuell, da es im Denkmalbestand immer wieder Änderungen gibt.
Eine verbindliche Auskunft erteilt allein das Landesamt für Denkmalpflege Hessen.
Nutze diese Kartenansicht, um Koordinaten in der Liste zu setzen. In dieser Kartenansicht sind Kulturdenkmale ohne Koordinaten mit einem roten bzw. orangen Marker dargestellt und können in der Karte gesetzt werden. Kulturdenkmale ohne Bild sind mit einem blauen bzw. roten Marker gekennzeichnet, Kulturdenkmale mit Bild mit einem grünen bzw. orangen Marker.

## Kiedrich

### Gesamtanlagen
| Bild            | Bezeichnung                          | Lage              | Beschreibung                                           | Bauzeit | Objekt-Nr. |
| --------------- | ------------------------------------ | ----------------- | ------------------------------------------------------ | ------- | ---------- |
| Bild gesucht BW | Gesamtanlage Alter Ortskern Kiedrich | Gesamtanlage Lage | Alter Ortskern in den Grenzen des Urkatasters von 1871 |         | 129917 DDB |

### Alter Friedhof
| Bild                     | Bezeichnung                   | Lage                                      | Beschreibung | Bauzeit | Objekt-Nr. |
| ------------------------ | ----------------------------- | ----------------------------------------- | --- | ------- | ---------- |
| Grabkapelle Familie Weil | Grabkapelle Familie Weil      | Marktstraße LageFlur: 13, Flurstück: 3/19 | Neugotische Grablege der Kiedricher Familie Weil (Weingut Weil). |         | 129936 DDB |
| weitere Bilder           | Kriegerdenkmal                | Pflicht LageFlur: 13, Flurstück: 11/2     | Ehrenmal für die Teilnehmer des Feldzuges von 1870/71. Obelisk aus gelblichem Sandstein. Ursprünglicher Standort war auf dem Marktplatz. Seit der Umsetzung 1974 fehlen der bekrönende Adler, Eisernes Kreuz mit Kranz sowie Kanonenläufe mit Kugeln. Die ursprüngliche Inschrift „Erinnerung an den siegreichen Feldzug 1870-71“ mit den Namen der 4 Gefallenen und Teilnehmer wurde ersetzt durch „GIB ALLEN VÖLKERN DEINEN FRIEDEN 1986“. | 1891    | 129937 DDB |
| weitere Bilder           | Grabstätte August F.K. Martin | Pflicht LageFlur: 13, Flurstück: 9        | Grabstätte des in Kiedrich verstorbenen Historien- und Kirchenmalers August Martin |         | 129938 DDB |
| Friedhofskreuz           | Friedhofskreuz                | Pflicht LageFlur: 13, Flurstück: 9        | Sandsteinkreuz, aufgestellt nach Neuanlage des Friedhofs um 1845. Im Sockel Spruchinschrift. |         | 129935 DDB |

### Bassenheimer Weg
| Bild           | Bezeichnung      | Lage                                            | Beschreibung                                                    | Bauzeit | Objekt-Nr. |
| -------------- | ---------------- | ----------------------------------------------- | --------------------------------------------------------------- | ------- | ---------- |
| weitere Bilder | Bassenheimer Hof | Bassenheimer Weg 3 LageFlur: 7, Flurstück: 67/7 | Adelshof, erbaut vom Mainzer Dompropst Adolph Hund von Saulheim | 1660/61 | 130089 DDB |

### Bingerpfortenstraße
| Bild                | Bezeichnung         | Lage                                                                             | Beschreibung                                                                                            | Bauzeit | Objekt-Nr. |
| ------------------- | ------------------- | -------------------------------------------------------------------------------- | --- | ------- | ---------- |
| weitere Bilder      | Hofreite            | Bingerpfortenstraße 2 LageFlur: 10, Flurstück: 17/1                              | |         | 129934 DDB |
| weitere Bilder      | Fachwerkwohnhaus    | Bingerpfortenstraße 3 LageFlur: 110, Flurstück: 41/2                             | |         | 129882 DDB |
| weitere Bilder      | Alte Schmiede       | Bingerpfortenstraße 6, Bingerpfortenstraße LageFlur: 10, Flurstück: 21/5, 330/20 | |         | 129883 DDB |
| Klosterberg-Kapelle | Klosterberg-Kapelle | Bingerpfortenstraße o. Nr. LageFlur: 21, Flurstück: 489/94                       | Neugotische Kapelle. Über dem Eingang Figur des Bernhard von Clairvaux, geschaffen von Anton Haust 1981 | 1872    | 130100 DDB |
| Bild gesucht BW     | Roter Stock         | Bingerpfortenstraße an der Klosterbergkapelle LageFlur: 21, Flurstück: 489/94    | |         | 130100 DDB |

### Eltviller Straße
| Bild            | Bezeichnung   | Lage                                                                           | Beschreibung | Bauzeit | Objekt-Nr. |
| --------------- | ------------- | ------------------------------------------------------------------------------ | ------------ | ------- | ---------- |
| Klostermühle    | Klostermühle  | Eltviller Straße 2, Eltviller Straße LageFlur: 15, Flurstück: 81/3, 85/2, 85/3 |              |         | 129956 DDB |
| Bild gesucht BW | Wiegehäuschen | Eltviller Straße 2 (an der Klostermühle) LageFlur: 15, Flurstück: 81/3         |              |         | 129956     |

### Gräfenberg
| Bild           | Bezeichnung | Lage | Beschreibung | Bauzeit | Objekt-Nr. |
| -------------- | ----------- | --- | ------------ | ------- | ---------- |
| weitere Bilder | Gräfenberg  | Gräfenberg, Unterer Gräfenbergsweg, Rechts am Dietenberg, Bornwiespfad, Bornwiese LageFlur: 10, 12, 28, Flurstück: 139/1, 1/1, 1/2, 281, 282/1, 283/1, 284/4, 284/6, 285, 286/1–3, 287/1, 287/2, 288/2, 289/1, 289/3–6, 293/2, 296, 299, 300, 301, 305/1, 307–318, 319/1, 321, 322, 324, 334/1, 334/2, 396/294–399/294, 400/302, 401/303, 402/304, 410/306, 450/319, 492/297. 493/298, 494/297, 495/298, 518/335, 198 |              |         | 130104 DDB |

### Kammstraße
| Bild           | Bezeichnung                                      | Lage                                       | Beschreibung | Bauzeit | Objekt-Nr. |
| -------------- | ------------------------------------------------ | ------------------------------------------ | ------------ | ------- | ---------- |
| weitere Bilder | Winzerhalle, ehem. Langenhof (Langeln'scher Hof) | Kammstraße 3 LageFlur: 10, Flurstück: 93/5 |              | um 1480 | 129931 DDB |

### Marktstraße
| Bild | Bezeichnung                                    | Lage                                            | Beschreibung                                                                                 | Bauzeit             | Objekt-Nr. |
| --- | ---------------------------------------------- | ----------------------------------------------- | -------------------------------------------------------------------------------------------- | ------------------- | ---------- |
| Reste des Marktbrunnens                                                                                  | Reste des Marktbrunnens                        | Marktstraße LageFlur: 11, Flurstück: 98/12      |                                                                                              |                     | 129943 DDB |
| Bild gesucht BW                                                                                          | Pranger, Grenzsteine                           | Marktstraße LageFlur: 11, Flurstück: 98/12      |                                                                                              |                     | 129940 DDB |
| Bild gesucht BW                                                                                          | Hl. Johannes Nepomuk                           | Marktstraße LageFlur: 11, Flurstück: 98/12      |                                                                                              |                     | 129885 DDB |
| weitere Bilder                                                                                           | Wohnhaus                                       | Marktstraße 13 LageFlur: 11, Flurstück: 21/1    | Von John Sutton erbautes Wohnhaus für den Maler August Martin                                | 1867                | 129888 DDB |
| Bild gesucht BW                                                                                          | Atelierhaus                                    | Marktstraße 13a LageFlur: 11, Flurstück: 22/5   | Von John Sutton erbautes Atelierhaus für den Maler August Martin                             | um 1870             | 129889 DDB |
| Bild gesucht BW                                                                                          | Fachwerkwohnhaus                               | Marktstraße 14 LageFlur: 11, Flurstück: 24/7    |                                                                                              | 1680                | 129890 DDB |
| Bild gesucht BW                                                                                          | Fachwerkwohnhaus                               | Marktstraße 15 LageFlur: 11, Flurstück: 92/3    |                                                                                              |                     | 129891 DDB |
| weitere Bilder                                                                                           | Fachwerkwohnhaus                               | Marktstraße 17 LageFlur: 11, Flurstück: 92/5    |                                                                                              | um 1700             | 129892 DDB |
| Bild gesucht BW                                                                                          | Fachwerkwohnhaus                               | Marktstraße 20 LageFlur: 11, Flurstück: 32/4    |                                                                                              |                     | 129893 DDB |
| Bild gesucht BW                                                                                          | Fachwerkwohnhaus                               | Marktstraße 21 LageFlur: 11, Flurstück: 34/3    |                                                                                              |                     | 129894 DDB |
| Bild gesucht BW                                                                                          | Ehem. 'Klösterchen'                            | Marktstraße 22 LageFlur: 11, Flurstück: 316/33  | In einer Scheune im Hinterhaus des Hauses Nr. 21 entstand der Sitz der Dernbacher Schwestern | 1870–72             | 129928 DDB |
| Bild gesucht BW                                                                                          | Wohn- und Geschäftshaus                        | Marktstraße 23 LageFlur: 11, Flurstück: 35/4    |                                                                                              |                     | 129895 DDB |
| Bild gesucht [[Vorlage:Bilderwunsch/code!/C:50.04076,8.0839!/D:Altes Hospital (sog. Greberthaus)!/\|BW]] | Altes Hospital (sog. Greberthaus)              | Marktstraße 24a LageFlur: 11, Flurstück: 200/39 |                                                                                              | 1417                | 129914 DDB |
| weitere Bilder                                                                                           | Kath. Pfarrkirche St. Dionysius und Valentinus | Marktstraße 25 LageFlur: 11, Flurstück: 67/5    |                                                                                              | 14./15. Jahrhundert | 129884 DDB |
| weitere Bilder                                                                                           | Kirchhof                                       | Marktstraße 25 LageFlur: 11, Flurstück: 67/5    |                                                                                              |                     | 129948 DDB |
| Kirchhof: Friedhofskapelle                                                                               | Kirchhof: Friedhofskapelle                     | Marktstraße 25 LageFlur: 11, Flurstück: 67/5    |                                                                                              |                     | 129948 DDB |
| Kirchhof: Kreuzigungsgruppe                                                                              | Kirchhof: Kreuzigungsgruppe                    | Marktstraße 25 LageFlur: 11, Flurstück: 67/5    |                                                                                              |                     | 129948 DDB |
| Bild gesucht BW                                                                                          | Kirchhof: Kreuzweg                             | Marktstraße 25 LageFlur: 11, Flurstück: 67/5    |                                                                                              |                     | 129948     |
| Kirchhof: Grabmal Baronet John Sutton                                                                    | Kirchhof: Grabmal Baronet John Sutton          | Marktstraße 25 LageFlur: 11, Flurstück: 67/5    |                                                                                              |                     | 129948 DDB |
| Bild gesucht BW                                                                                          | Kirchhof: Grabsteine                           | Marktstraße 25 LageFlur: 11, Flurstück: 67/5    |                                                                                              |                     | 129948     |
| Bild gesucht BW                                                                                          | Kath. Pfarrhof                                 | Marktstraße 26 LageFlur: 11, Flurstück: 74/3    |                                                                                              |                     | 129947 DDB |
| weitere Bilder                                                                                           | Rathaus                                        | Marktstraße 27 LageFlur: 11, Flurstück: 40/1    |                                                                                              | 1586                | 129897 DDB |
| Fürstenberger Hof                                                                                        | Fürstenberger Hof                              | Marktstraße 28 LageFlur: 11, Flurstück: 41/7    |                                                                                              |                     | 129896 DDB |
| weitere Bilder                                                                                           | Gasthaus zum Engel                             | Marktstraße 29 LageFlur: 11, Flurstück: 43/1    |                                                                                              |                     | 129925 DDB |
| Bild gesucht BW                                                                                          | Gasthaus zum Engel: Hausmadonna                | Marktstraße 29 LageFlur: 11, Flurstück: 43/1    |                                                                                              |                     | 129925     |

### Mühlbergstraße
| Bild           | Bezeichnung                              | Lage                                                                                | Beschreibung                                                    | Bauzeit | Objekt-Nr. |
| -------------- | ---------------------------------------- | ----------------------------------------------------------------------------------- | --------------------------------------------------------------- | ------- | ---------- |
| weitere Bilder | Totenkapelle St. Michael                 | Mühlbergstraße 1 LageFlur: 11, Flurstück: 67/5                                      |                                                                 | Um 1440 | 129886 DDB |
| weitere Bilder | Küsterhaus, Alte Schule                  | Mühlbergstraße 2 LageFlur: 11, Flurstück: 67/5                                      |                                                                 |         | 129930 DDB |
| Wohnhaus       | Wohnhaus                                 | Mühlbergstraße 4 LageFlur: 11, Flurstück: 71/9                                      |                                                                 |         | 129898 DDB |
| weitere Bilder | Weingut Dr. Weil, ehem. Sutton'scher Hof | Mühlbergstraße 5 LageFlur: 11, Flurstück: 88/5                                      |                                                                 | ab 1860 | 129913 DDB |
| weitere Bilder | Eberbacher Klostermühle                  | Mühlbergstraße 6, Der Mühlbach LageFlur: 11, Flurstück: 104/2, 105, 182/86, 185/106 | Ehemalige Mühle des Klosters Eberbach, auch Münchsmühle genannt | 1610    | 129944 DDB |

### Oberstraße
| Bild                       | Bezeichnung                                      | Lage                                                           | Beschreibung | Bauzeit                      | Objekt-Nr. |
| -------------------------- | ------------------------------------------------ | -------------------------------------------------------------- | ------------ | ---------------------------- | ---------- |
| weitere Bilder             | Zehnthof mit Wiegehäuschen                       | Oberstraße 1, Oberstraße LageFlur: 10, Flurstück: 143/13, 83/1 |              | 1591, Wiegehäuschen von 1937 | 129939 DDB |
| weitere Bilder             | Gasthaus Krone                                   | Oberstraße 5 LageFlur: 10, Flurstück: 71/1                     |              |                              | 129900 DDB |
| Weinhaus zum Scharfenstein | Weinhaus zum Scharfenstein                       | Oberstraße 8 LageFlur: 10, Flurstück: 69/6                     |              |                              | 129941 DDB |
| weitere Bilder             | Weingut Münz-Albus                               | Oberstraße 9 LageFlur: 10, Flurstück: 91/1                     |              |                              | 129946 DDB |
| weitere Bilder             | Bäckerei Bibo                                    | Oberstraße14 LageFlur: 10, Flurstück: 63/1                     |              |                              | 129942 DDB |
| Bild gesucht BW            | Fachwerkwohnhaus                                 | Oberstraße 20 LageFlur: 10, Flurstück: 86/1                    |              |                              | 129901 DDB |
| weitere Bilder             | Café Denne                                       | Oberstraße 22 LageFlur: 10, Flurstück: 85/6                    |              | um 1603                      | 129933 DDB |
| weitere Bilder             | Ehem. Backhaus / Weinschänke Schloss Groenesteyn | Oberstraße 36/37 LageFlur: 9, Flurstück: 112/1, 113/2          |              |                              | 129949 DDB |
| Bild gesucht BW            | Fachwerkwohnhaus                                 | Oberstraße 48 LageFlur: 9, Flurstück: 123/2                    |              |                              | 129902 DDB |
| Bild gesucht BW            | Wohnhaus                                         | Oberstraße 54 LageFlur: 9, Flurstück: 129/6                    |              |                              | 129903 DDB |
| Bild gesucht BW            | Wohnhaus                                         | Oberstraße 82 LageFlur: 9, Flurstück: 154/5                    |              |                              | 129904 DDB |

### Scharfenstein (Flurbezeichnung)
| Bild           | Bezeichnung                          | Lage | Beschreibung | Bauzeit | Objekt-Nr. |
| -------------- | ------------------------------------ | --- | ------------ | ------- | ---------- |
| weitere Bilder | Burgruine Scharfenstein mit Turmberg | Scharfenstein, Weihersberg, Scharfensteiner Straße 16, Scharfensteiner Straße, Links am Dietenberg, Der Turmberg LageFlur: 7, 28, Flurstück: 67/11, 67/12, 10, 11, 188, 189, 190/1+2, 199, 200, 201, 212/8, 5, 6, 7, 72–76, 8/3, 8/4, 9, 94–99 |              |         | 129952 DDB |

### Scharfensteiner Straße
| Bild                               | Bezeichnung                         | Lage                                                    | Beschreibung | Bauzeit                          | Objekt-Nr. |
| ---------------------------------- | ----------------------------------- | ------------------------------------------------------- | --- | -------------------------------- | ---------- |
| Cratzischer Hof /Hof Scharfenstein | Cratzischer Hof / Hof Scharfenstein | Scharfensteiner Straße 16 LageFlur: 7, Flurstück: 67/11 | Ehemaliger Graf Cratzischer Hof, benannt nach Hugo Eberhard Graf Cratz von Scharfenstein, Bischof von Worms (1654-1663). 1920-1937 als „Haus Sönneck“ Wohnsitz des jüdischen Schriftstellers Gerson Stern. | Landhaus aus dem 19. Jahrhundert | 129945 DDB |
| Bild gesucht BW                    | Hof Horneck                         | Scharfensteiner Straße 19 LageFlur: 7, Flurstück: 59/5  | |                                  | 129916 DDB |

### Schulstraße
| Bild                                                                 | Bezeichnung  | Lage                                                                | Beschreibung | Bauzeit | Objekt-Nr. |
| -------------------------------------------------------------------- | ------------ | ------------------------------------------------------------------- | ------------ | ------- | ---------- |
| Bild gesucht BW                                                      | Grenzsteine  | Schulstraße 2, Erhart-Falckener-Platz LageFlur: 10, Flurstück: 49/6 |              |         | 130119 DDB |
| Alte Schule in der Schulstraße 2, Außenstelle der Gemeindeverwaltung | Ehem. Schule | Schulstraße 2 LageFlur: 10, Flurstück: 49/6                         |              | 1913/14 | 129932 DDB |

### Sonnenlandstraße
| Bild            | Bezeichnung | Lage                                              | Beschreibung | Bauzeit | Objekt-Nr. |
| --------------- | ----------- | ------------------------------------------------- | ------------ | ------- | ---------- |
| Bild gesucht BW | Pestkapelle | Sonnenlandstraße 1a LageFlur: 18, Flurstück: 52/8 |              |         | 129912 DDB |

### Suttonstraße
| Bild                | Bezeichnung                              | Lage | Beschreibung | Bauzeit | Objekt-Nr. |
| ------------------- | ---------------------------------------- | --- | --- | ------- | ---------- |
| Bild gesucht BW     | Hl. Johannes Nepomuk                     | Suttonstraße LageFlur: 9, Flurstück: 107/10 | |         | 129954 DDB |
| weitere Bilder      | Chorregentenhaus                         | Suttonstraße 1 LageFlur: 11, Flurstück: 75/1 | | um 1693 | 129887 DDB |
| Bild gesucht BW     | Wohnhaus                                 | Suttonstraße 3 LageFlur: 11, Flurstück: 45 | |         | 129905 DDB |
| Bild gesucht BW     | Wohnhaus                                 | Suttonstraße 4 LageFlur: 11, Flurstück: 65/1 | |         | 129906 DDB |
| Bild gesucht BW     | Wohnhaus                                 | Suttonstraße 5 LageFlur: 11, Flurstück: 77/1 | |         | 129907 DDB |
| weitere Bilder      | Eberbacher Hof: Ehem. Margarethenkapelle | Suttonstraße 7 LageFlur: 11, Flurstück: 78/1 | Der ehem. Eberbacher Hof besteht heute aus den Häusern Nr. 7 und 8 |         | 130097 DDB |
| weitere Bilder      | Eberbacher Hof                           | Suttonstraße 8 LageFlur: 11, Flurstück: 164/61 | ehemaliges Hofgut des Klosters Eberbach. Unter dem Eberbacher Abt Adolf I Dreimühlen (Dreymüllen) 1735 erneuert. Das Wappen des Abtes befindet sich in der Hausmitte. | 1312    | 129908 DDB |
| weitere Bilder      | Köther Hof                               | Suttonstraße 14 LageFlur: 10, Flurstück: 135/13 | Ehem. Hof des Klosters Gottesthal |         | 129927 DDB |
| Bild gesucht BW     | Weingut Staab                            | Suttonstraße 16 LageFlur: 10, Flurstück: 100/1 | |         | 129950 DDB |
| weitere Bilder      | Schwalbacher Hof, Ritter zu Groenesteyn  | Suttonstraße 22, Suttonstraße 25, Suttonstraße LageFlur: 9, 10, Flurstück: 102/1, 107/9, 107/10, 108, 161/11, 127/3, 128, 129/1, 130/1, 130/2, 131/1, 132, 133, 141/18, 141/19 | sog. Schloss Groenesteyn | 1750    | 129910 DDB |
| St. Valentinus-Haus | St. Valentinus-Haus                      | Suttonstraße 24, Suttonstraße LageFlur: 9, Flurstück: 1/18, 1/27 | |         | 129909 DDB |
| Bild gesucht BW     | Antonius-Kapelle                         | Talstraße, Suttonstraße LageFlur: 9, Flurstück: 1/15, 1/17 | |         | 129915 DDB |

### Talstraße
| Bild            | Bezeichnung              | Lage                                     | Beschreibung | Bauzeit | Objekt-Nr. |
| --------------- | ------------------------ | ---------------------------------------- | ------------ | ------- | ---------- |
| weitere Bilder  | Fachwerkwohnhaus         | Talstraße 1 LageFlur: 9, Flurstück: 57/1 |              |         | 129911 DDB |
| Bild gesucht BW | kleines Fachwerkwohnhaus | Talstraße 12 LageFlur: 9, Flurstück: 18  |              |         | 129926 DDB |

### Waldstraße
| Bild            | Bezeichnung                     | Lage                                                                     | Beschreibung | Bauzeit | Objekt-Nr. |
| --------------- | ------------------------------- | ------------------------------------------------------------------------ | ------------ | ------- | ---------- |
| Bild gesucht BW | Weihermühle                     | Waldstraße 23 LageFlur: 6, Flurstück: 100/1                              |              | 1668    | 129951 DDB |
| weitere Bilder  | Quellenhof                      | Waldstraße 25 LageFlur: 1, Flurstück: 51/27                              |              |         | 129955 DDB |
| Egertsmühle     | Egertsmühle                     | Waldstraße 26 LageFlur: 6, Flurstück: 51, 53                             |              |         | 129918 DDB |
| weitere Bilder  | Forsthaus                       | Waldstraße 27 LageFlur: 1, Flurstück: 29/6                               |              |         | 129953 DDB |
| Bild gesucht BW | Wasserhochbehälter mit Überlauf | Waldstraße (L 3035), Trift LageFlur: 8, Flurstück: 290/1, 323/28, 324/28 |              | 1898    | 960174 DDB |

### Außerhalb der Ortslage
| Bild                                  | Bezeichnung                           | Lage                                             | Beschreibung                                     | Bauzeit | Objekt-Nr. |
| ------------------------------------- | ------------------------------------- | ------------------------------------------------ | ------------------------------------------------ | ------- | ---------- |
| Bild gesucht BW                       | Gemarkungsstein Kiedrich-Erbach       | Langenerd LageFlur: 21, Flurstück: 585/6         |                                                  |         | 130147 DDB |
| Bild gesucht BW                       | Gemarkungsstein Kiedrich-Eltville     | Obere Dreibornskopf LageFlur: 1, Flurstück: 11/1 |                                                  |         | 130145 DDB |
| Bild gesucht BW                       | Heiligenstock                         | Rauenthaler Weg LageFlur: 13, Flurstück: 571/377 | Alter regionaler Weg von Kiedrich nach Rauenthal |         | 130105 DDB |
| Heiligenstock, Kreuz im Heiligenstock | Heiligenstock, Kreuz im Heiligenstock | Unterer Berg LageFlur: 28, Flurstück: 166        | Wegekreuz oberhalb des Gräfenbergs               |         | 130131 DDB |